# Tajfun Cobra
Tajfun Cobra je označení, které americké námořnictvo přidělilo tropické cyklóně, která v prosinci 1944 zasáhla ve Filipínském moři lodě 38. operačního svazu pod vedením admirála Williama F. Halseyho. Živel potopil tři torpédoborce, mnoho dalších lodí poškodil, z palub letadlových lodí bylo smeteno do moře přes 100 letadel. Ztraceno bylo 790 životů. Tajfun byl podnětem k výraznému vylepšení a posílení meteorologické služby amerického námořnictva, ze které se později stalo Joint Typhoon Warning Center.

## Meteorologická historie
Tajfun překvapil 18. prosince 1944 flotilu amerických hladinových lodí operujících ve Filipínském moři. První známky přicházející bouře byly zaznamenány 17. prosince, kdy vysoké vlny a severovýchodní vítr o síle až 55 km/h zkomplikovaly plánované doplňování paliva. Tajfun se pohyboval přibližně západoseverozápadním směrem. Nedostatečné informace znemožnily americkým lodím uhnout z jeho trasy. Tajfun tak zasáhl flotilu po poledni 18. prosince plnou silou. Vichr dosahoval v nárazech rychlostí přes 180 km/h.
Tajfun poté, co přešel přes americkou flotilu, pokračoval v postupu k severním Filipínám. Jeho okraj přecházející přes severní výběžek Luzonu znemožnil 21. prosince letadlům flotily další bombardování zdejších letišť.

## 38. operační svaz

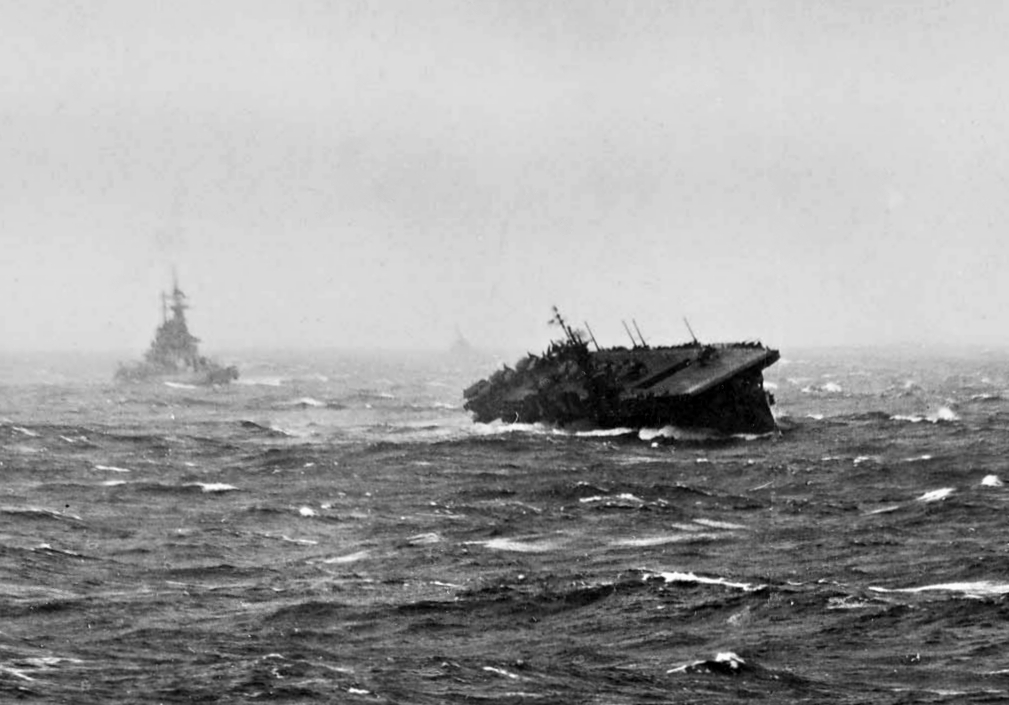
Lehká letadlová loď USS Langley naklánějící se během tajfunu Cobra

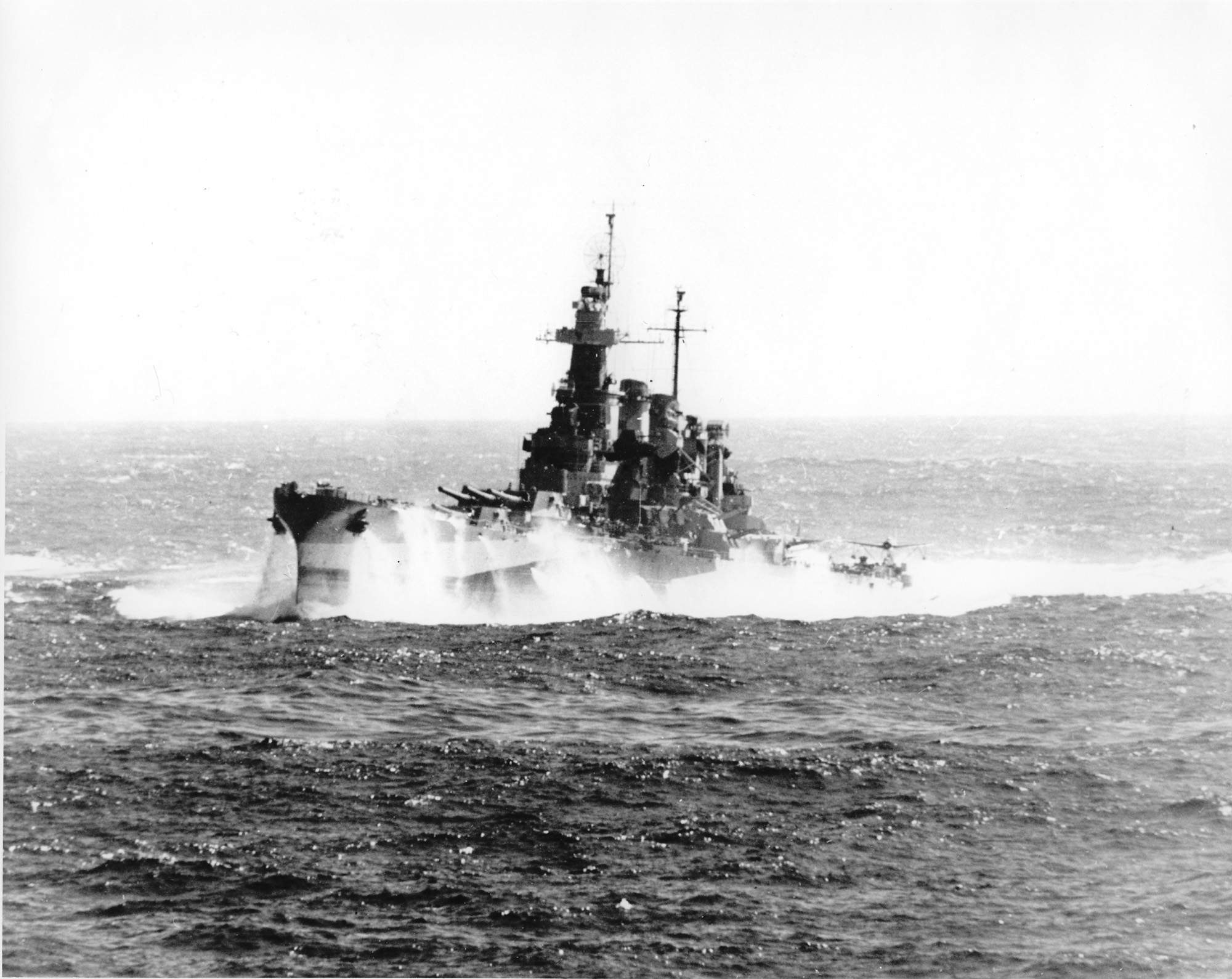
Bitevní loď USS North Carolina během tajfunu Cobra

38. operační svaz pod vedením Williama F. Halseyho sestával v době, kdy jej tajfun zasáhl, ze sedmi letadlových lodí, šesti lehkých letadlových lodí, 8 bitevních lodí, 16 křižníků a zhruba 50 torpédoborců. Mezi 14. až 16. prosincem 1944 operoval svaz v těsné blízkosti filipínského ostrova Luzon, kde letouny z letadlových lodí opakovaně podnikaly intenzivní nálety na místní letiště pod kontrolou Japonců, aby tak zabránili japonskému letectvu v ohrožení probíhající invaze na ostrov Mindoro. V noci ze 16. na 17. prosince se svaz stáhl do východní části Filipínského moře, neboť řada lodí, především torpédoborců, potřebovala doplnit zásoby paliva.
V dopoledních hodinách 17. prosince tankování započalo, od počátku jej však komplikovaly vysoké vlny a silný vítr. Nedostatečné pokrytí oblasti meteorologickými stanicemi znemožňovalo určit přesnou lokalizaci, sílu i trasu přicházející bouře. Místo tankování bylo opakovaně změněno, nakonec bylo doplňování paliva odloženo na další den. Flotila se snažila postupující bouři vyhnout, to se však vzhledem k nedostatečným informacím nepodařilo. Admirál Halsey a jeho štáb se také mohli pouze dohadovat o skutečné síle bouře. V ranních hodinách 18. prosince byl však zaznamenán na lodích flotily prudký pokles atmosférického tlaku a vítr se začal točit, což jednoznačně signalizovalo blížící se tajfun. Krátce před polednem byl vydán příkaz k rozpuštění formace, každá loď nyní mohla manévrovat podle svého uvážení. Tajfun vzápětí zasáhl flotilu s ničivou silou.
Centrum bouře prošlo asi 27 mil na sever od nejpočetnějšího seskupení lodí, svaz byl ale rozprostřen na širokém prostoru. Cisternová loď Mascoma se ocitla dokonce přímo v oku tajfunu.
Nejhůře snášely živel lehké letadlové lodě a torpédoborce. Na lehkých letadlových lodích dosahovaly náklony chvílemi 40 stupňů, u USS Langley dokonce v jeden okamžik 70 stupňů. Z letových palub padala letadla, srážky dalších letadel na hangárových palubách vedly k požárům. Celkově lehké letadlové lodi přišly o více než 100 letadel. Ještě hůře na tom byly torpédoborce. Nejlehčí lodě svazu byly nejvíce zmítány živlem. Torpédoborce USS Hull, USS Monaghan a USS Spence se potopily, některé další torpédoborce vyvázly jen zázrakem, například USS Dewey přežil trvající náklon o 75 až 80 stupňů. Méně závažná poškození, například v podobě zničených radarů, utrpěly i velké bitevní a letadlové lodě.

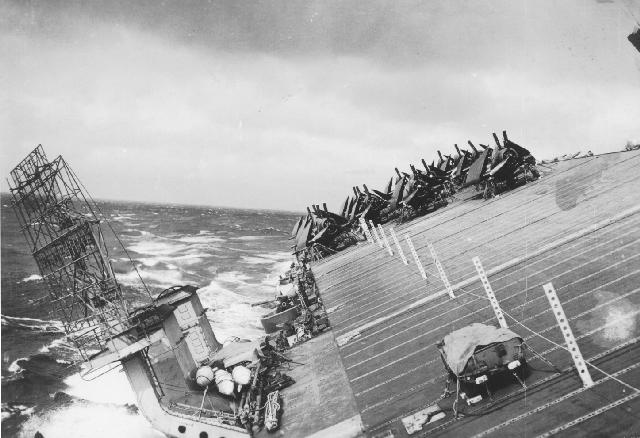
Lehká letadlová loď USS Cowpens

Zahynulo celkem 790 námořníků. Většina obětí byla z potopených torpédoborců – 202 z Hullu, 256 z Monaghanu, 317 ze Spence. Rozsáhlá pátrací akce provedená poté, co nejhorší nápor bouře pominul (ve večerních hodinách 18. prosince a ráno 19. prosince), však alespoň zachránila životy dalším desítkám osob z potopených lodí. Kapitán Henry Lee Plage z eskortního torpédoborce USS Tabberer, jehož posádka zachránila 55 trosečníků během 51 hodin pátrání, obdržel vyznamenání Legion of Merit.
Lodě svazu 19. prosince konečně doplnily palivo a vypluly na západ s tím, že 21. prosince měl Halsey v plánu znovu zaútočit na Luzon. I přes poškození, které jeho lodi utrpěly, trval na splnění úkolu. V tom mu ale zabránil tajfun, který se v té době přesouval přes severní Luzon. Halsey proto nařídil návrat svazu k opravám na atol Ulithi v Karolínách.

## Vyšetřování

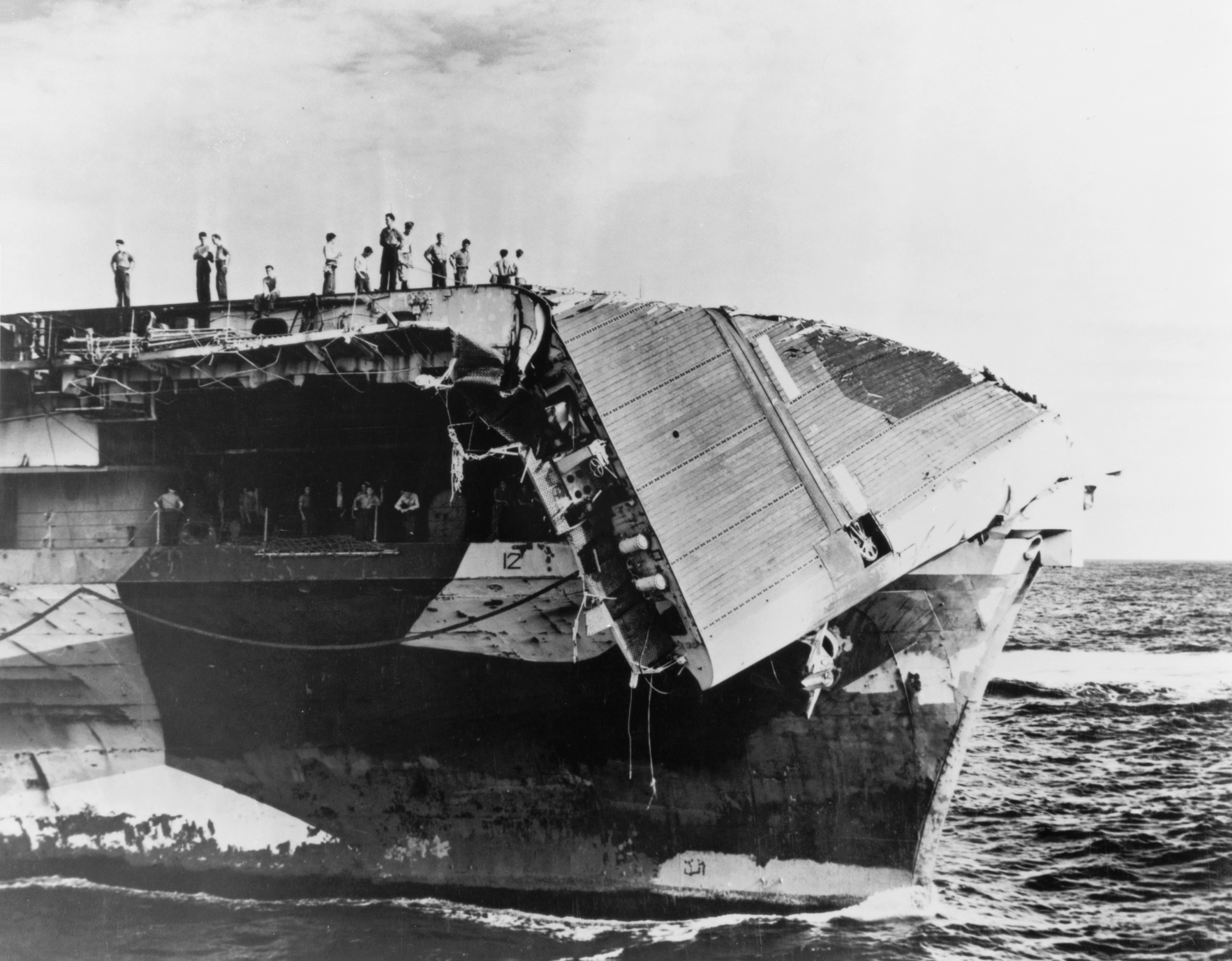
Poškozená letadlová loď USS Hornet

Vrchní velitel tichomořského loďstva (CINCPAC) admirál Chester W. Nimitz, navštívil flotilu 24. prosince hned poté, co dorazila na atol Ulithi. Ustanovil zde tříčlenný vyšetřovací soud v čele s admirálem Johnem H. Hooverem, který začal zasedat 26. prosince. Během několikadenního jednání vyslechl soud řadu svědků. Admirál Halsey si stěžoval především na nedostatečné fungování meteorologické služby, kvůli kterému nemohl být před tajfunem včas varován. Vyšetřovací soud mu však vyčetl pozdní varování všem lodím před vážností situace a trvání na tankování v ranních hodinách 18. prosince, což lodi drželo příliš dlouho ve formaci. Soud však vzhledem k okolnostem nedoporučil žádné sankce, což akceptoval i admirál Nimitz.
Důležitou součástí výroku soudu byla doporučení, týkající se bezpečnosti lodí a organizace meteorologické služby v Tichomoří. V oblastech s častým výskytem tajfunů měly být vybudovány nové meteorologické stanice, měly sem být podnikány pravidelné průzkumné lety a rozmístěna hlídková plavidla. Tato opatření, v krátké době naplněná, se stala základem pro pozdější vznik střediska pro varování před tajfuny Joint Typhoon Warning Center (JTWC).